# Laguna Socompa
La Laguna Socompa es un pequeño lago en la provincia de Salta en Argentina, al pie del volcán Socompa. Cubre un área de aproximadamente 200 hectáreas (494,2 acre) y tiene una profundidad promedio de aproximadamente 0,45-0,62 metros (0,5-0,7 yd). El lago es alimentado por arroyos y manantiales, algunos de los cuales son aguas termales. Sus aguas son muy ricas en arsénico, y por lo demás saladas y ligeramente alcalinas, estas propiedades y la alta radiación ultravioleta regional le dan a la laguna condiciones ambientales extremas.
La laguna presenta los estromatolitos más altos del mundo, estructuras mineralizadas formadas por microorganismos. Los microbios formadores de estromatolitos fueron las formas de vida dominantes en la Tierra, fosilizadas hace entre 3.500 y 1.500 millones de años, y pueden dar información sobre la vida temprana en la Tierra. Estos estromatolitos se encuentran en la orilla sur del lago y llevaron a que la laguna fuera declarada área protegida.

## Geografía y geomorfología
La Laguna Socompa se encuentra a una altitud de 3570 metros (3904,2 yd)  en el Departamento de Los Andes de la Provincia de Salta en Argentina, cerca de la frontera con Chile. Un ferrocarril hacia la frontera con Chile pasa al este del lugar, la estación de tren de Socompa se encuentra cerca 10 kilómetros (6,2 mi) al noroeste del lago, y la estación Quebrada del Agua al noreste del lago está aun más cerca.  La zona está alejada de cualquier ciudad o pueblo  y el acceso vial es sólo "incipiente",  pero en el área de Laguna Socompa se produjo sulfato de sodio.  La laguna fue declarada como área protegida en 2011, pero también se encuentra en el área de prospección de energía geotérmica Socompa. 
La laguna cubre una superficie de unas 200 hectáreas (494,2 acre)  y tiene forma de "L" invertida y al revés. Su profundidad fluctúa entre 0,45-0,62 metros (0,5-0,7 yd)  con niveles de agua más bajos de diciembre a mayo.  Doce terrazas que la rodean dan testimonio de niveles de agua más altos en el pasado.  Las costas noroeste y este presentan una vegetación de humedal bien desarrollada  y tienen aproximadamente 5 kilómetros (3,1 mi) de largo, mientras que en otras partes de la costa se encuentran playas secas. Un terreno arenoso-pedregoso con vegetación arbustiva caracteriza el paisaje circundante, en general montañoso. Según se informa, la zona del lago huele a azufre.
Algunos arroyos desaguan en la laguna, y por el lado oriental fluye agua desde el manantial Quebrada del Agua, parte del agua se canaliza hasta un antiguo molino junto al ferrocarril. Manantiales adicionales  se encuentran alrededor  y dentro del lago. En los márgenes oeste-suroeste del lago, se encuentran fuentes termales con temperaturas de hasta 26 grados Celsius (78,8 °F)  – 27,5 grados Celsius (81,5 °F).  La actividad volcánica representada por el volcán Socompa es la que ocasiona el calentamiento de las aguas termales. La actividad de las aguas termales ha provocado la deposición de diatomita  y sulfato de sodio a lo largo de ribera.  Se ha inferido la existencia de un sistema hidrotermal en la zona. 
Las aguas del lago son algo alcalinas,  turbias, salobres  a hipersalinas, y tienen un alto contenido de arsénico.  La salinidad aumenta hacia el este.  El fondo del lago está cubierto por un material con una composición que recuerda a salmuera, arcilla y limo;  también se han reportado oncolitas y hay depósitos de diatomita.
La laguna está situada al pie del volcán activo Socompa dentro de una depresión a sus pies, que era anteriormente un valle con tendencia norte-noroeste  antes de que el volcán creciera en el valle.  El volcán presenta suelo humeante y fumarolas en su cima.  Los domos de lava se encuentran a lo largo de los márgenes de la depresión de la Laguna Socompa,  que puede ser una caldera críptica.  La región está dominada por largas cadenas montañosas y altos volcanes  como el de 5317 metros (5814,7 yd) de altura Cerro Mellado al sur.  El nombre de una montaña vecina puede ser una referencia al lago. 

## Clima y medio ambiente
El lago es parte del Altiplano, ventoso,  frío y seco, donde las temperaturas varían mucho entre el día y la noche y las precipitaciones solo ocurren en verano.  En verano las temperaturas oscilan entre 20 y −10 grados Celsius (68,0 y 14,0 °F) y en invierno de 10 a −40 grados Celsius (50,0 a −40 °F).  La región tiene el mayor flujo solar del mundo, incluida la mayor cantidad de radiación ultravioleta.
Los pequeños lagos del desierto de Puna están influenciados por condiciones ambientales extremas como grandes cantidades de elementos tóxicos como el arsénico, alta salinidad y fuertes radiaciones ultravioleta,  ya que la columna de ozono es menos densa en las elevaciones altas.  Estos lagos en general reciben más irradiación solar que cualquier otro lugar de la Tierra.  Debido al clima seco, la mayoría de los lagos pierden agua principalmente por evaporación y, por tanto, tienden a acumular sal y arsénico. 

## Biología
Las pequeñas lagunas de la puna son lugares donde se concentran las aves en comparación con los ambientes circundantes. En la Laguna Socompa se han observado alrededor de 27 especies de aves, incluyendo aves acuáticas y terrestres; los más comunes son Anas flavirostris (cerceta de pico amarillo), Hirundo rustica (golondrina común), Larus seranus, Lessonia rufa (negrito austral) y Lophonetta specularioides (pato crestado).  Entre los mamíferos, se han reportado vicuñas.  No se han reportado crustáceos e insectos en el lago. 
La vegetación de los humedales que rodean la laguna se caracteriza por Cyperaceae y Graminaceae.  En la laguna no existe vegetación submarina debido al agua salobre.  En las aguas hay poco fitoplancton, tratándose principalmente de cianobacterias y diatomeas. 

### Microorganismos
Los microorganismos que viven en los lagos y humedales de los Andes secos tienen que resistir características ambientales dañinas  y, por lo tanto, volverse extremadamente resistentes con, por ejemplo, una alta tolerancia a la radiación UV. A menudo también producen metabolitos secundarios que son de interés para la industria, como la medicina, el bloqueo de los rayos UV y la biorremediación,  lo que ha estimulado la investigación en estos entornos extremos.  Además, debido a las condiciones ambientales, se les considera posibles análogos de la vida extraterrestre. 
Se han aislado y estudiado varios microorganismos del lago y se han secuenciado sus genomas. Entre ellos se encuentra Exiguobacterium sp. cepa 17, que fue aislada por primera vez en la laguna Socompa y posee varios genes implicados en la metabolización del arsénico y otros compuestos tóxicos, y en la protección y reparación del genoma. Otras cepas cuyos genomas han sido secuenciados son Salinivibrio sp. cepa 34 y 35. 

### Estromatolitos

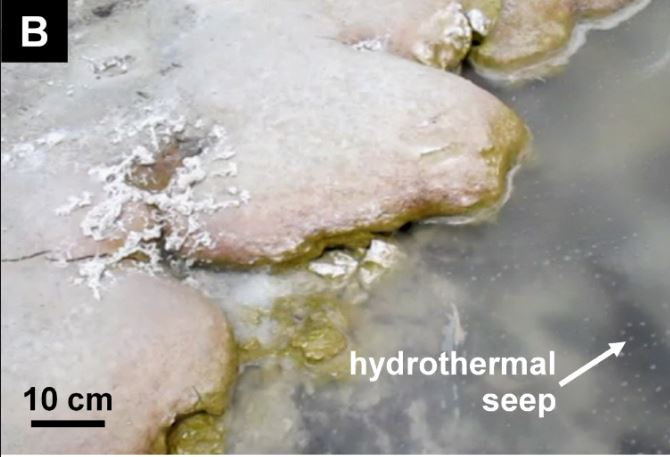
Foto de estromatolitos en Laguna Socompa

En 2009,  investigadores descubrieron la presencia de estromatolitos en laguna. Los estromatolitos son estructuras estratificadas formadas por microorganismos cuando su metabolismo provoca la acumulación de minerales.  En la laguna los estromatolitos se encuentran en la costa este y quedan sumergidos durante el invierno.  Estos son los primeros estromatolitos encontrados en Argentina  y el sitio más alto donde han sido registrados hasta la fecha.   su existencia fue la razón por la cual el lago se convirtió en un área protegida. Su descubrimiento ha estimulado la investigación sobre su presencia en otros cuerpos de agua en el altiplano  y hay un turismo creciente en el área de la Laguna. 
El descubrimiento de estromatolitos en laguna y las condiciones extremas que existen allí ofrece información sobre el desarrollo de la vida temprana en la Tierra  ya que las estructuras formadas por microbios como los estromatolitos fueron los principales vestigios de vida hace entre 3.500 y 1.500 millones de años antes de los estromatolitos disminuyeran hace entre 1.000 y 700 millones de años debido al desarrollo de formas de vida excavadoras y pastoreadoras.  Anteriormente, los estromatolitos se conocían principalmente en ambientes marinos y carbonáticos como en las Bahamas, la laguna Coorong y Shark Bay en Australia, la lagoa Salgada en Brasil y la laguna de Bacalar en México. Los estromatolitos de Laguna Socompa son los primeros descubiertos en elevaciones superiores a 3500 metros (3827,6 yd), la presencia de aguas termales activas puede ser responsable de su formación.
Estos estromatolitos tienen una estructura en capas y formas cónicas que a veces se superponen y luego forman grandes cúpulas,  a diferencia de los estromatolitos tupidos o crustosos que se encuentran en otros lugares,  y se encuentran bajo el agua en las orillas del sur del lago, protegidos de la fuerte radiación ultravioleta.  Tienen una estructura en capas, y estas tienen apariencias distintas en la superficie y el interior del estromatolito.  El pigmento carotenoide deinoxantina, que protege contra los rayos UV, les confiere un color rosado.  Inusualmente, algunos estromatolitos se forman a partir de halita en lugar del más común aragonito / carbonato  aunque la aragonita y óxido de silicio son sus materiales de construcción más importantes. 
Las bacterias dominantes en los estromatolitos son las cianobacterias Microcoleus y los deinococos en la superficie,  también existen algas eucariotas, así como diatomeas de los géneros Navicula y Nitzschia.  Otros taxones incluyen Desulfobacterales, Rhodobacteraceae y Spirochaetota, y en su mayoría representan linajes novedosos. Las condiciones extremas de estos lagos de gran elevación conducen a una alta diversidad de extremófilos.  Algunos de los estromatolitos de Laguna Socompa se clasifican como estromatolitos de Conophyton, que por lo demás solo se conocen como fósiles precámbricos (más de 541 ± 1 millón de años). En los estromatolitos viven gusanos (nematodos relacionados con el género Diplolaimella). 